# Zhuqu Cuo
Zhuqu Cuo (kinesiska: 祝曲错) är en sjö i Kina. Den ligger i den autonoma regionen Tibet, i den sydvästra delen av landet, omkring 420 kilometer nordväst om regionhuvudstaden Lhasa. Trakten runt Zhuqu Cuo är ofruktbar med lite eller ingen växtlighet.
Genomsnittlig årsnederbörd är 445 millimeter. Den regnigaste månaden är juli, med i genomsnitt 154 mm nederbörd, och den torraste är december, med 2 mm nederbörd.